# Министър-председател на Обединеното кралство
Министър-председателят на Обединеното кралство на Великобритания и Северна Ирландия е на практика политическият лидер на държавата.
Той или тя играе ролята на глава на кабинета (правителството) и, както други министър-председатели в Уестминстърската система, (заедно с кабинета) е de facto ръководител на изпълнителната власт в британското правителство. Според конституционната конвенция министър-председателят и кабинетът отговарят за своите действия пред Парламента на Обединеното кралство, чиито членове са.
От 5 юли 2024 година настоящ министър-председател е Киър Стармър.

## Министър-председатели на Великобритания
Това е списък на министър-председателите на Обединено кралство Великобритания и Ирландия до 1927 г. и на министър-председателите на Обединено кралство Великобритания и Северна Ирландия оттогава до днес.

### 1801 – 1927
Обединеното кралство Великобритания и Ирландия е създадено през 1801 г., когато намиращите се дотогава в лична уния Великобритания и Ирландия са обединени в една държава. За техните крале дотогава вижте крал на Великобритания и крал на Ирландия.
- Тори
  - Уилям Пит-младши (1801)
  - Хенри Адингтън (1801 – 1804)
  - Уилям Пит-младши (1804 – 1806)
- Виги
  - Уилям Уиндъм Гренвил, 1-ви барон Гренвил (1806 – 1807)
- Тори
  - Уилям Хенри Кавендиш-Бентинк, 3-ти херцог Портланд (1807 – 1809)
  - Спенсър Пърсивал (1809 – 1812)
  - Робърт Банкс Дженкинсън, 2-ри граф Ливърпул (1812 – 1827)
  - Джордж Канинг (1827)
  - Фредерик Джон Робинсън, 1-ви виконт Годъридж (1827 – 1828)
  - Артър Уелсли, 1-ви херцог на Уелингтън (1828 – 1830)
- Виги
  - Чарлз Грей, 2-ри граф Грей (1830 – 1834)
  - Уилям Ламб, 2-ри виконт Мелбърн (1834)
- Консервативна партия
  - Артър Уелсли, 1-ви херцог на Уелингтън (1834)
  - Робърт Пийл (1834 – 1835)
- Виги
  - Уилям Лемб, 2-ри виконт Мелбърн (1835 – 1841)
- Консервативна партия
  - Робърт Пийл (1841 – 1846)
- Виги
  - Джон Ръсел, 1-ви граф Ръсел (1846 – 1852)
- Консервативна партия
  - Едуард Джефри Смит-Стенли, 14-и граф Дарби (1852)
- Пийлити
  - Джордж Хамилтън Гордън, 4-ти граф Абърдийн (1852 – 1855)
- Виги
  - Хенри Джон Темпъл, 3-ти виконт Палмерстън (1855 – 1858)
- Консервативна партия
  - Едуард Джефри Смит-Стенли, 14-и граф Дарби (1858 – 1859)
- Либерална партия
  - Хенри Джон Темпъл, 3-ти виконт Палмерстън (1859 – 1865)
  - Джон Ръсел, 1-ви граф Ръсел (1865 – 1866)
- Консервативна партия
  - Едуард Джефри Смит-Стенли, 14-и граф Дарби (1866 – 1868)
  - Бенджамин Дизраели, 1-ви граф Бийкънсфилд (1868)
- Либерална партия
  - Уилям Гладстон (1868 – 1874)
- Консервативна партия
  - Бенджамин Дизраели, 1-ви граф Бийкънсфилд (1874 – 1880)
- Либерална партия
  - Уилям Гладстон (1880 – 1885)
- Консервативна партия
  - Робърт Гаскойн-Сесил (лорд Солсбъри) (1885 – 1886)
- Либерална партия
  - Уилям Гладстон (1886)
- Консервативна партия
  - Робърт Гаскойн-Сесил (1886 – 1892)
- Либерална партия
  - Уилям Гладстон (1892 – 1894)
  - Арчибалд Филип Примроуз, 5-и граф Роузбъри (1894 – 1895)
- Консервативна партия
  - Робърт Гаскойн-Сесил (1895 – 1902)
  - Артър Балфур (1902 – 1905)
- Либерална партия
  - Хенри Кемпбъл-Банерман (1905 – 1908)
  - Хърбърт Хенри Аскуит (1908 – 1916)
  - Дейвид Лойд Джордж (1916 – 1922)
- Консервативна партия
  - Ендрю Бонар Лоу (1922 – 1923)
  - Стенли Болдуин (1923 – 1924)
- Лейбъристка партия
  - Рамзи Макдоналд (1924)
- Консервативна партия
  - Стенли Болдуин (1924 – 1927)

### След 1927 (Великобритания и Северна Ирландия)
- Консервативна партия
  - Стенли Болдуин (1927 – 1929)
- Лейбъристка партия
  - Рамзи Макдоналд (1929 – 1935)
- Консервативна партия
  - Стенли Болдуин (1935 – 1937)
  - Невил Чембърлейн (1937 – 1940)
  - Уинстън Чърчил (1940 – 1945)
- Лейбъристка партия
  - Клемънт Атли (1945 – 1951)
- Консервативна партия
  - Уинстън Чърчил (1951 – 1955)
  - Антъни Идън (1955 – 1957)
  - Харолд Макмилан (1957 – 1963)
  - Алек Дъглас-Хюм (1963 – 1964)
- Лейбъристка партия
  - Харолд Уилсън (1964 – 1970)
- Консервативна партия
  - Едуард Хийт (1970 – 1974)
- Лейбъристка партия
  - Харолд Уилсън (1974 – 1976)
  - Джеймс Калахан (1976 – 1979)
- Консервативна партия
  - Маргарет Тачър (1979 – 1990)
  - Джон Мейджър (1990 – 1997)
- Лейбъристка партия
  - Тони Блеър (1997 – 2007)
  - Гордън Браун (2007 – 2010)
- Консервативна партия
  - Дейвид Камерън (2010 – 2016)
  - Тереза Мей[2] (2016 – 2019)
  - Борис Джонсън (2019 – 2022)
  - Лиз Тръс (2022)
  - Риши Сунак (2022 – 2024)
- Лейбъристка партия
  - Киър Стармър (2024 – настояще)

## Живи бивши министър-председатели
| Министър-председател | Дата на раждане     | Мандат       |
| -------------------- | ------------------- | ------------ |
| Джон Мейджър         | 29 март 1943 г.     | 1990–1997    |
| Гордън Браун         | 20 февруари 1951 г. | 2007–2010    |
| Тони Блеър           | 6 май 1953 г.       | 1997–2007    |
| Тереза Мей           | 1 октомври 1956 г.  | 2016–2019    |
| Киър Стармър         | 2 септември 1962 г. | 2024–настоящ |
| Борис Джонсън        | 19 юни 1964 г.      | 2019–2022    |
| Дейвид Камерън       | 9 октомври 1966 г.  | 2010–2016    |
| Лиз Тръс             | 26 юли 1975 г.      | 2022         |
| Риши Сунак           | 12 май 1980 г.      | 2022–2024    |

Към 2 април 2025 г. има осем живи бивши министър-председатели на Великобритания. Най-скорошната смърт на бивш министър-председател е на 8 април 2013 г. на Маргарет Тачър (1979 – 1990).
- Джон Мейджър
(1990 – 1997)
29 март 1943 г. (82 г.)
- Тони Блеър
(1997 – 2007)
6 май 1953 г. (71 г.)
- Гордън Браун
(2007 – 2010)
20 февруари 1951 г. (74 г.)
- Дейвид Камерън
(2010 – 2016)
9 октомври 1966 г. (58 г.)
- Тереза Мей
(2016 – 2019)
1 октомври 1956 г. (68 г.)
- Борис Джонсън
(2019 – 2022)
19 юни 1964 г. (60 г.)
- Лиз Тръс
(2022)
26 юли 1975 г. (49 г.)
- Риши Сунак
(2022 – 2024)
12 май 1980 г. (44 г.)